# إدوارد بانكر (قسيس)
إدوارد بانكر (بالإنجليزية: Edward Bunker)‏ هو قسيس أمريكي، ولد في 1 أغسطس 1822 في Atkinson, Maine ‏ في الولايات المتحدة، وتوفي في 17 نوفمبر 1901.